# Jacintho José Nunes Leite
 (juillet 2024).
La mise en forme du texte ne suit pas les recommandations de Wikipédia : il faut le « wikifier ».
Les points d'amélioration suivants sont les cas les plus fréquents. Le détail des points à revoir est peut-être précisé sur la page de discussion.
- Les titres sont pré-formatés par le logiciel. Ils ne sont ni en capitales, ni en gras.
- Le texte ne doit pas être écrit en capitales (les noms de famille non plus), ni en gras, ni en italique, ni en « petit »…
- Le gras n'est utilisé que pour surligner le titre de l'article dans l'introduction, une seule fois.
- L'italique est rarement utilisé : mots en langue étrangère, titres d'œuvres, noms de bateaux, etc.
- Les citations ne sont pas en italique mais en corps de texte normal. Elles sont entourées par des guillemets français : « et ».
- Les listes à puces sont à éviter, des paragraphes rédigés étant largement préférés. Les tableaux sont à réserver à la présentation de données structurées (résultats, etc.).
- Les appels de note de bas de page (petits chiffres en exposant, introduits par l'outil «  Source ») sont à placer entre la fin de phrase et le point final[comme ça].
- Les liens internes (vers d'autres articles de Wikipédia) sont à choisir avec parcimonie. Créez des liens vers des articles approfondissant le sujet. Les termes génériques sans rapport avec le sujet sont à éviter, ainsi que les répétitions de liens vers un même terme.
- Les liens externes sont à placer uniquement dans une section « Liens externes », à la fin de l'article. Ces liens sont à choisir avec parcimonie suivant les règles définies. Si un lien sert de source à l'article, son insertion dans le texte est à faire par les notes de bas de page.
- La présentation des références doit suivre les conventions bibliographiques. Il est recommandé d'utiliser les modèles {{Ouvrage}}, {{Chapitre}}, {{Article}}, {{Lien web}} et/ou {{Bibliographie}}. Le mode d'édition visuel peut mettre en forme automatiquement les références.
- Insérer une infobox (cadre d'informations à droite) n'est pas obligatoire pour parachever la mise en page.

Pour une aide détaillée, merci de consulter Aide:Wikification.
Si vous pensez que ces points ont été résolus, vous pouvez retirer ce bandeau et améliorer la mise en forme d'un autre article.

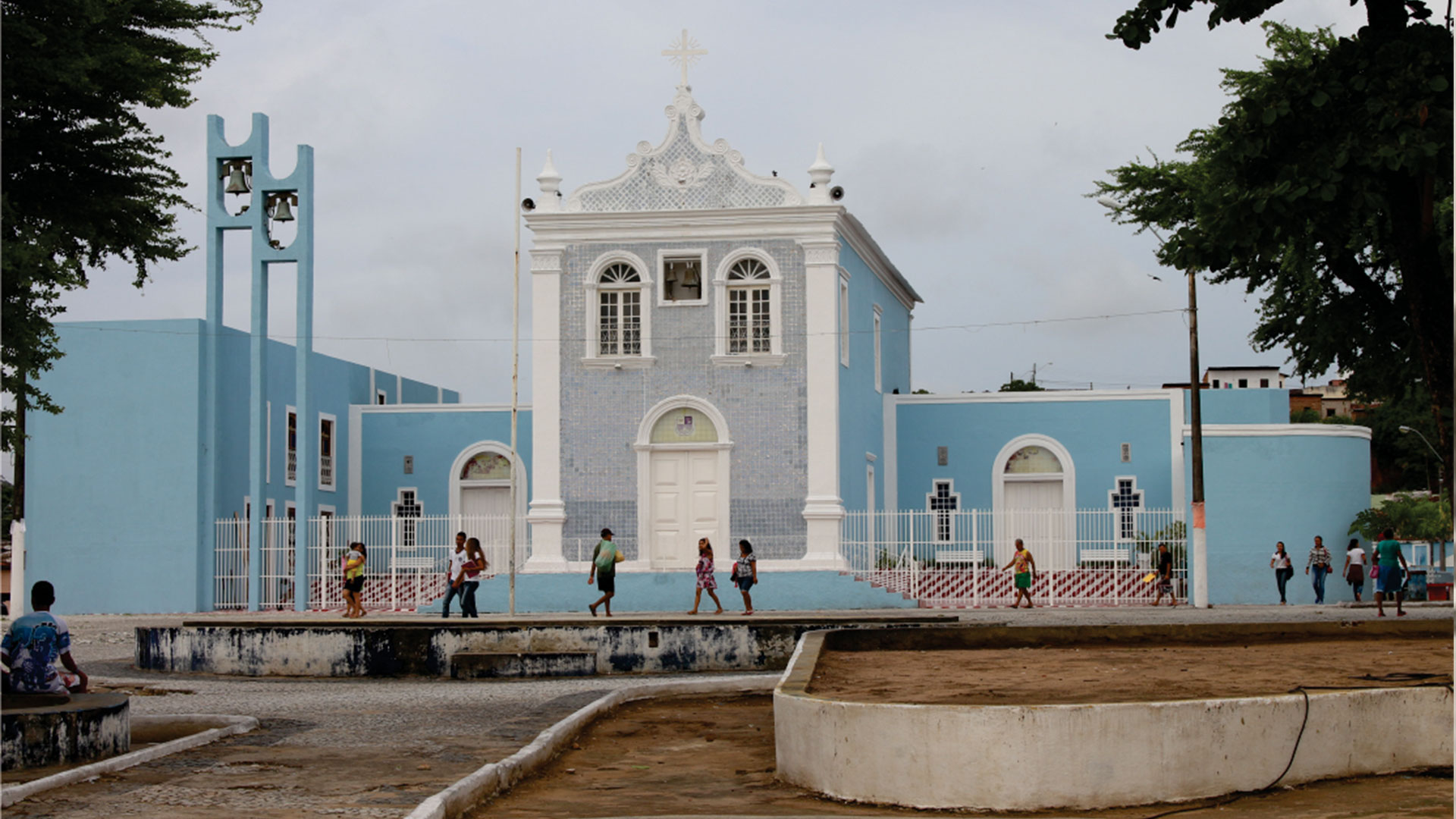
Ancienne Praça da Matriz de Bebedouro, actuelle Praça Coronel Lucena Maranhão et Paroisse de Santo Antônio de Pádua, RELU, 2016

Jacintho José Nunes Leite
Jacintho José Nunes Leite, était un homme d'affaires, Commandeur, franc-maçon, industriel, colonel et propriétaire foncier. Il était le fils de commerçants portugais, il est né à Oliveira de Azeméis, Aveiro, le 18 janvier 1840.
Il était le fils de Jacintho José Nunes Leite et de Maria Joaquina Nunes Leite. Ses parents possédaient des fermes au Portugal et produisaient des figues, des olives et de l'huile d'olive, qui étaient exportées vers le Brésil. Dans sa jeunesse, il a étudié à Porto. Vers 1861, il épousa Maria Thereza de Jesus, fille de Basil Joaquim da Conceição, puis vint au Brésil avec sa femme sur le paquebot Guadiana, débarqua au port de Recife et s'établit à Maceió comme marchand de Dry & Wet. Au fil du temps, ses frères Domingos, João et Francisco se sont également installés à Maceió, après de nombreuses années Francisco s'est installé à Rio de Janeiro.
Le commandeur Jacintho Nunes Leite était le frère de Francisco Nunes Leite, le colonel Domingos Nunes Leite, le colonel João Nunes Leite, Ana Nunes Leite, Manoel Nuues Leite, Luiz Nunes Leite, José Nunes Leite, Rosa Nunes Leite, Emilia Nunes Leite, Maria Nunes Leite .
Il se fait remarquer lors de ses premières années à Maceió, en participant le 7 septembre 1866 à la création de l'Association Commerciale de Maceió. En 1867, il existait une entreprise appelée Jacintho Leite & Cia, qui fonda la première quincaillerie à Maceió en 1867 et possédait une raffinerie de sucre ,,,.

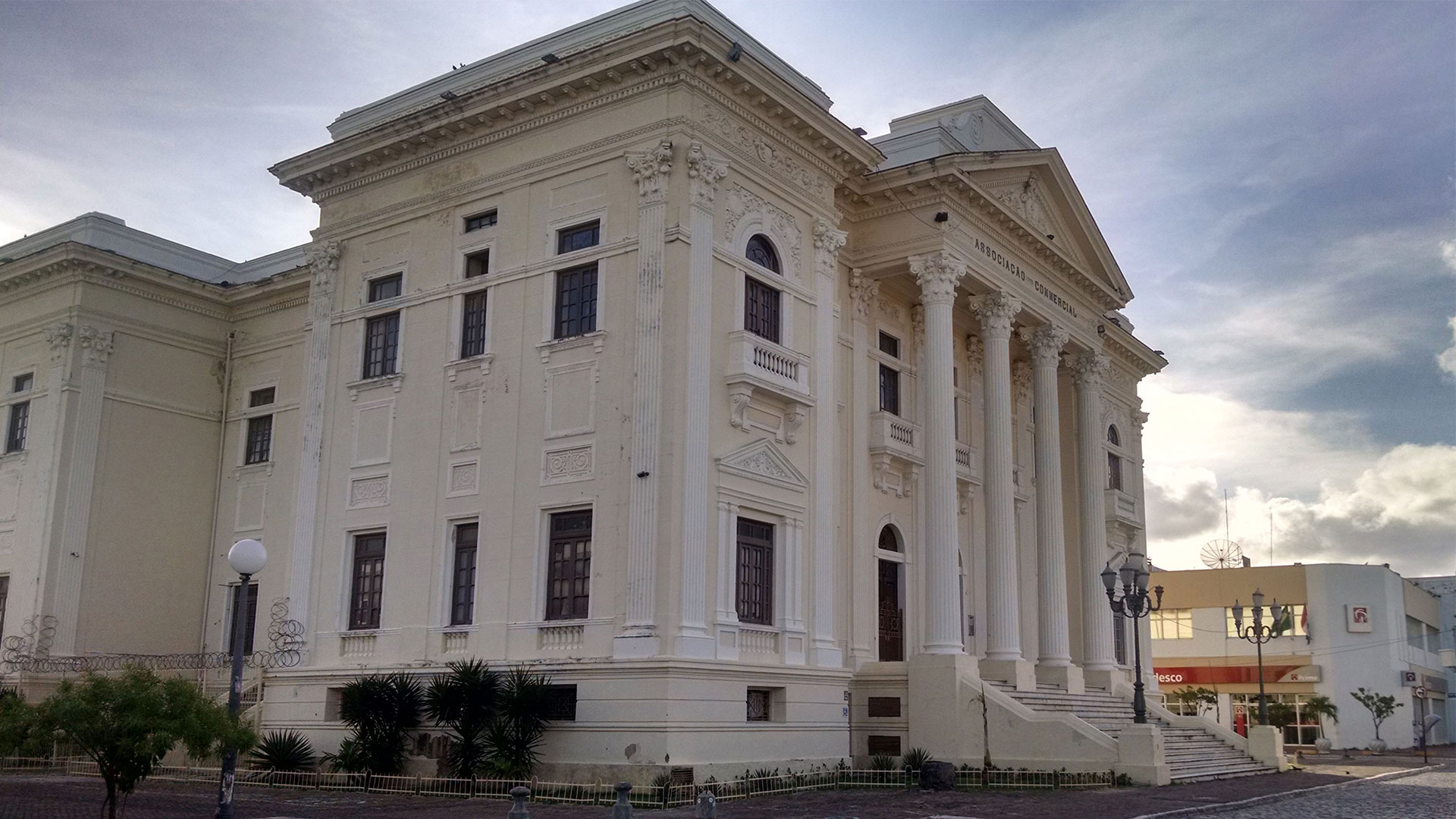
Association Commerciale de Maceió, RELU, 2016

En 1857, il participa à la fondation de la Sociedade Anônima Companhia União Mercantil, et en 1863 une usine de tissage de coton fut inaugurée par la Sociedade Anônima Companhia União Mercantil à fernão Velho, aujourd'hui connue sous le nom de Fabrica de Carmen Fabrics, dont les associéss étaient José Antônio de Mendonça: le Baron de Jaraguá et Tibúrcio Alves de Carvalho, et parmi les actionnairess se trouvait Jacintho José Nunes Leite, qui a augmenté sa participation jusqu'à devenir l'un des directeurs de l'usine en 1870, le commandeur était le deuxième propriétaire de l'usine et était responsable de la construction d'une route reliant Bebedouro et Fernão Velho.
En 1882, le Liceu Provincial d'Alagoas organisa les examens préparatoires en juillet avec l'aide financière de Jacintho José Nunes Leite, du Dr Joaquim Pontes de Miranda et de Candido Venancio, pour un montant de 700 000 réis, Candido Venancio était le seul à avoir des enfants. au Liceu Provincial . Toujours en 1882, est créée la entreprise Lima, Leite & Cia, composée de l'ingénieur mécanicien Eduardo Lima et Jacintho José Nunes Leite. Le 2 décembre 1883, à 14 heures, fut inaugurée l'entreprise fonderie Alagoana, la première fonderie de l'état de Alagoas , Après la mort de l'ingénieur Eduardo Lima en 1884, ses droits sur la fonderie furent achetés à son épouse par Jacintho José Nunes Leite.

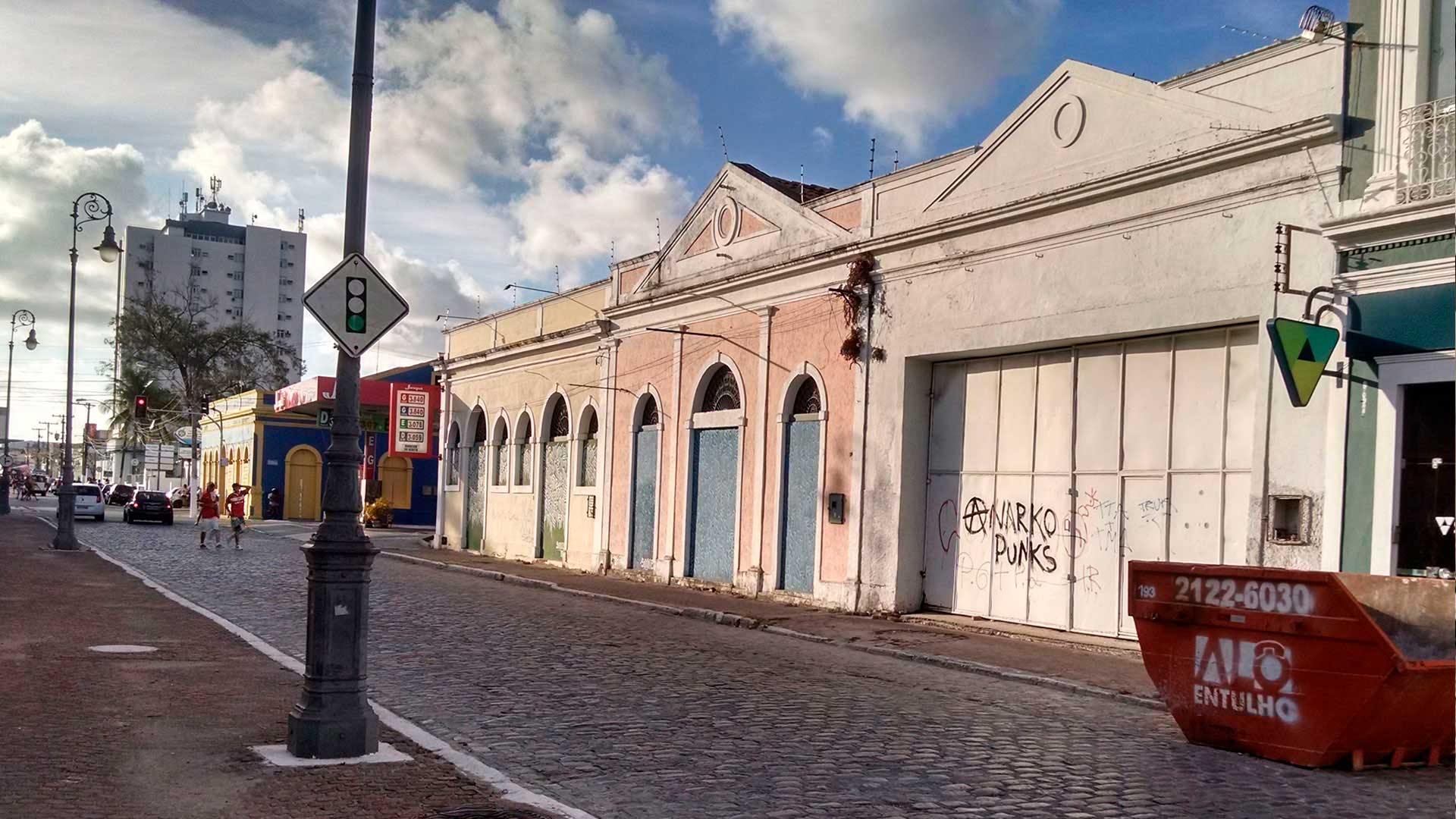
Ancienne fonderie d'Alagoas, Route Sá e Albuquerque, RELU, 2016

En 1883, il crée avec Manoel José de Pinho l'entreprise Água Potável Maceioense et, le 23 octobre 1885, il installe l'eau courante dans les quartiers de Bebedouro et Mutange, puis quelque temps plus tard à Maceió.
Jacintho José Nunes Leite a été le fondateur, actionnaire et directeur de la première entreprise de transport par tramway de Maceió, Companhia Alagoana de Trilhos Urbanos - CATU, au début les tramways étaient propulsés par la traction animale,. Il était responsable du service d'approvisionnement en eau potable de Maceió et de la construction d'un hôpital. Il a construit un port à Maceió, qu'il vendra plus tard à l'État à bas prix, il a également construit un nouveau cimetière pour la ville, les portes du cimetière ont été réalisées dans sa fonderie et il a réalisé la construction de la paroisse. de Santo Antônio de Padua entre 1870 et 1873, remplaçant la précédente chapelle construite en 1816 par le Portugais Antônio Maria de Aguiar, la cloche paroissiale était fabriquée dans sa fonderie et les carreaux étaient importés directement du Portugal par lui . Il était également abolitionniste, il achetait des esclaves puis les libérait.
Jacintho José Nunes Leite a commencé à être appelé dans les journaux sous le titre de Commandeur en 1889. Après avoir reçu le titre à un moment donné de cette période. Le titre de Commandeur a été accordé à Jacintho Nunes Leite par Dom Pedro II.
En 1891, le commandeur fut élu Vénérable de la loge maçonnique Perfeita Amizade Alagoana.
En 1894, Jacintho Nunes Leite était l'un des actionnaires de la Companhia Progresso Alagoano et directeur de la Companhia de Navegação das Lagoas Norte et Manguaba.

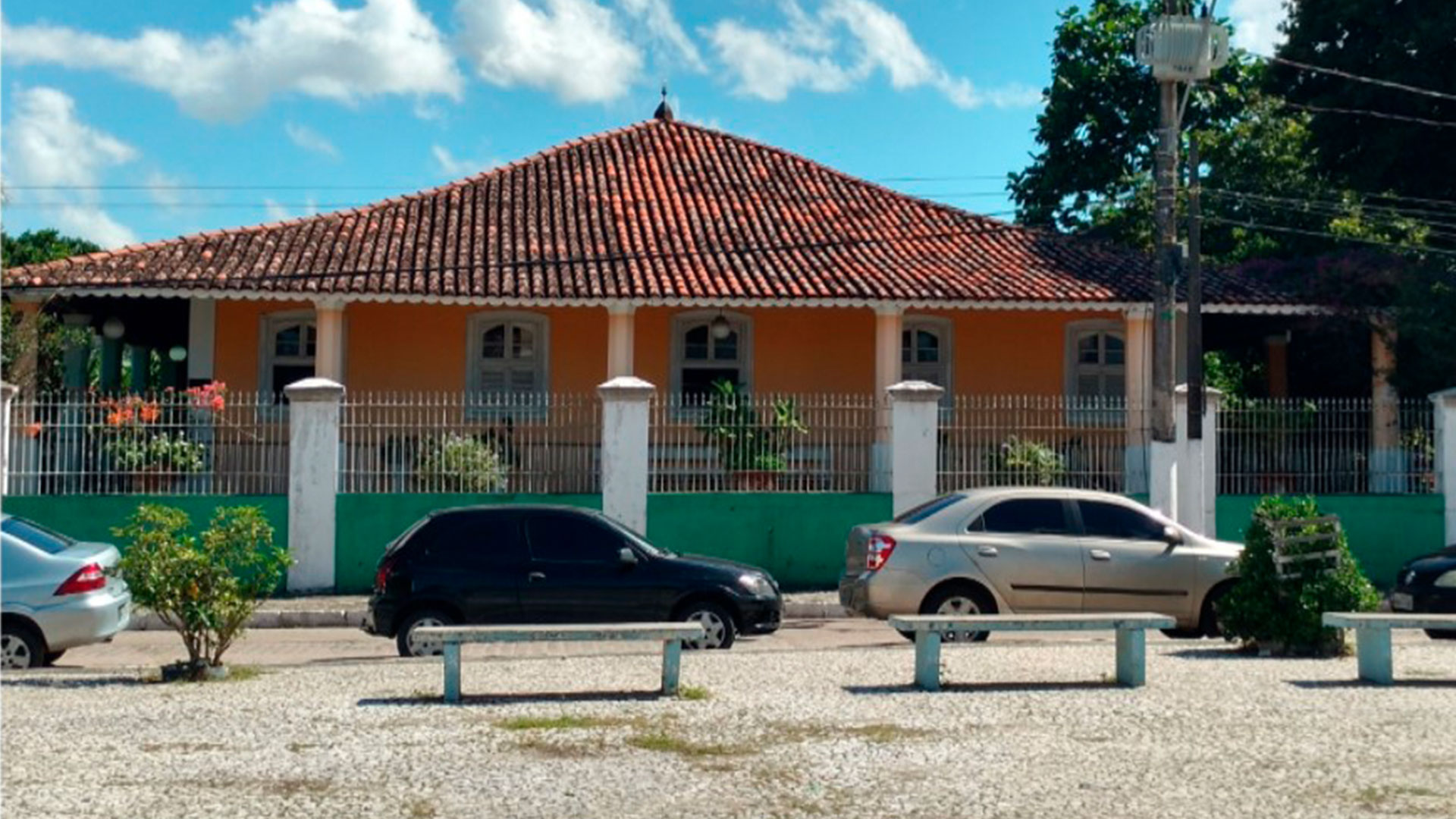
Solar Nunes Leite sur la place Coronel Lucena Maranhão, Maceió, en 2016

Il vivait à Solar Nunes Leite, la propriété située sur l'ancien emplacement de la chapelle de la fontaine d'eau est considérée comme l'un des bâtiments les plus anciens de Maceió, aujourd'hui située sur la Praça Coronel Lucena Maranhão, lorsque l'ancien emplacement de la chapelle a été acheté par Jacintho Nunes Leite, il possédait une petite maison qui fut remplacée par l'actuelle Solar Nunes Leite, construite vers 1890, et une petite chapelle construite en 1816 par le Portugais Antônio Maria de Aguiar, qui fut démolie, et en à sa place la paroisse de Santo Antônio de Pádua entre 1870 et 1873. Il a également construit un kiosque à musique, qui a été démoli entre 1997 et 1998. Le Solar a été le lieu d'événements organisés par Jacintho Nunes Leite, avec la participation de Floriano Peixoto, qui a signé documents sur la propriété. Actuellement, la propriété est située dans le quartier de Bebedouro et a été classée site du patrimoine historique.
En 1908, le commandeur était directeur de l'usine União Mercantil.
En septembre 1909, le commandeur met en vente sa quincaillerie et la Fundição Alagoana, annonce dans les journaux son intention de quitter Alagoas, après avoir échoué à vendre la fonderie, la société Jacintho Leite, Filho & Costa est créée en avril 1910, elle était composée de son fils, l'ingénieur Jacintho Nunes Leite Filho et Caetano de Albuquerque Silva Costa. Au fil des années, la fonderie a changé de propriétaire 3 fois, jusqu'à sa fermeture en 1980 alors qu'elle était située à une autre adresse
En 1910, Jacintho Nunes Leite démissionne de son poste à la Companhia Alagoana de Trilhos Urbanos (CATU).
Le commandeur avait plusieurs baux répartis à travers Maceió. Et il a financé le projet de son frère, le colonel Domingos Nunes Leite, de construire le pavillon Domingos Nunes Leite afin qu'il puisse être offert à la Santa Casa da Misericórdia à Maceió.
Jacintho Nunes Leite est décédé le 20 mai 1914,. Il est enterré dans sa tombe située dans le cimetière qu'il a construit à Maceió.
En 1991, le sesquicentenaire du Commandeur et le Centenaire du Solaire ont été célébrés au Solar Nunes Leite, avec un événement organisé au solaire par son petit-fils, le Dr. Antonio Ricardo de Nunes Leite, fils du Dr Antonio Nunes Leite et d'Astrorgilda Alves Ether. La même année, une plaque a été placée en l'honneur du Commandeur sur la place Coronel Lucena Maranhão.
En 2009 a été publié le rapport Bairros de Maceió, qui raconte l'histoire de commandeur et du quartier de Bebedouro. Avec la participation de son petit-fils, Antonio Ricardo, le reportage montre quelques photos et l'intérieur du Solar Nunes Leite.

## chronologie

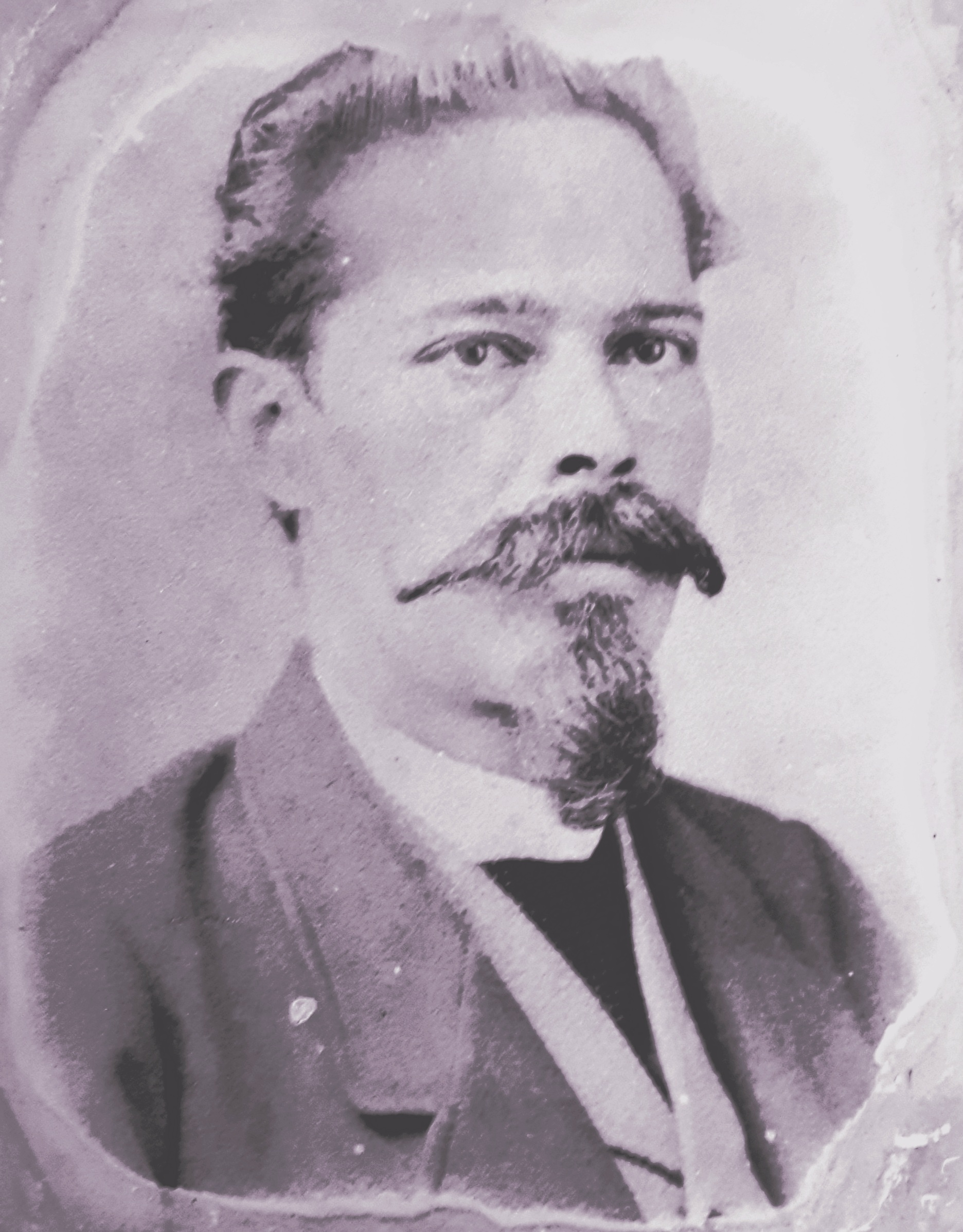
Commandeur Jacintho Nunes Leite

- 1840 - Née à Oliveira de Azeméis, Aveiro, Portugal [1]

- 1857 - Participe à la création de la Sociedade Anônima Companhia União Mercantil

- 1861 - Mariée à Maria Thereza de Jesus [1]

- 1861 - Venue au Brésil [1]

- 1863 - Participe à la construction da Fábrica de Tecidos Carmen

- 1866 - Participe à la création de l'Association Commerciale de Maceió[7],[5],[6],[1]

- 1867 - Crée la société Jacintho Leite & Cia, propriétaire de la première quincaillerie de Maceió et d'une raffinerie de sucre [6],[5],[1]

- 1870 - Devient directeur de la Fabrique de Tissus Carmen[1]

- 1873 - Construit la Paroisse de Santo Antônio de Pádua [16]

- 1882 - Aide financièrement le Lyceu Provincial d'Alagoas[4]

- 1882 - Crée le entreprise Lima, Leite & Cia [8]

- 1883 - Ouverture de la Fonderie Alagoana, la première à Alagoas [8]

- 1883- Crée la société Água Potável Maceioense [10]

- 1884 - Achète les droits de la Fonderie Alagoana à la veuve d'Eduardo Lima [8]

- 1889 - Reçu le titre de Commandeur par Dom Pedro II [7]

- 1890 - crée Solar Nunes Leite [15],[5]

- 1891 - fut élu vénérable de la Franc-Maçonnerie [14]

- 1894 - fut directeur de la société Progresso Alagoano [14]

- 1894 - Il était directeur de la Companhia de Navegação das Lagoas Norte et Manguaba [14]

- 1910 - Démissionne de son poste à la Companhia Alagoana de Trilhos Urbanos [18]

- 1914 - Décédé à Maceió, Alagoas, Brésil [6]

## Progéniture
Le Commandeur Jacintho José Nunes Leite a eu 11 enfants avec sa femme Maria Thereza de Jesus : João Nunes Leite Sobrinho, ingénieur Jacintho José Nunes Leite Filho, Maria Nunes Leite, Emilia Nunes Leite, Rosa Nunes Leite, Anna Nunes Leite, Francisco Nunes Leite , José Nunes Leite, Dr. Antonio Nunes Leite, Luiz Nunes Leite et Manoel Nunes Leite.
L'ingénieur Jacintho José Nunes Leite Filho, était le fils aîné, diplômé de tous les cours d'ingénierie à l'époque en Allemagne et en Angleterre. Il a participé à la Cooperadora Alagoana. Il a été directeur technique de l'usine União Mercantil et a construit une usine de verre à Alagoas, appelée Leite & Leite, avec ses frères, le Dr. Antônio Nunes Leite et Maria Nunes Leite, pour un coût de 300 000 000 $ Réis. Elle a été inaugurée le 31 janvier 1920. C'était la plus grande verrerie du nord et du nord-est. Le 26 mars 1920, Jacintho Nunes Leite Filho décède des suites d'un accident, dû à la contamination du sol des machines, de cause inconnue, avec des descendants,.
Le Dr. Antonio Nunes Leite, diplômé en droit en 1907,, était procureur de la République et fondateur du journal Alagoas en 1912 et a fondé un groupe de musique. Il s'est marié le 22 février 1922 avec Astrogilda Alves Ether, une poète et pianiste qui a composé l'hymne à Saint Antoine de la Matrice de Bebedouro,, fille du commandant, le colonel Olympio Ether et d'Ursulina Alves Tosta. Elle était la sœur d'Agripino Ether, l'un des fondateurs de l'Academia Alagoana de Letras, avec des descendants.
Anna Nunes Leite, mariée à Cecil George Brotherhood, fils de Josephina Dubeux Brotherhood et Ernesto Brotherhood, était comptable à l'usine de Leão, avec des descendants.
Emilia Nunes Leite, mariée le 19 février 1908 avec Caetano de Albuquerque Silva Costa, frère du colonel Seraphim Costa. Il décède le 22 juillet 1910, à l'âge de 24 ans, en couches, avec des descendants.
Francisco Nunes Leite Sobrinho est décédé le 12 mars 1911, à l'âge de 13 ans, des suites d'une fièvre belliqueuse 
Luiz Nunes Leite, est allé étudier à Rio de Janeiro avec son frère José Nunes Leite, en 1917 il était étudiant en médecine à Rio de Janeiro, après avoir tué le conducteur d'un tram, on lui a diagnostiqué un trouble mental et a été admis dans un hôpital.
João Nunes Leite Sobrinho, il y a une rue en son honneur. Avec des descendants.
Maria Nunes Leite, a épousé le Dr Antonio José de Farias Costa, frère de Cônego Costa, avec des descendants,.

## Hommages et Distinctions
Rue Comendador Jacintho Leite à Fernão Velho, Maceió.
Mention élogieuse de l'entrepreneur et commandeur Jacintho José Nunes Leite.
En 1889, il était commandeur, probablement commandeur de l'Ordre impérial de la Rose en raison de ses services rendus à l'État,.
En 2014, le centenaire de sa mort a été célébré à Alagoas.